# Colégio Visão
O Colégio Visão é um estabelecimento privado de ensino médio e pré-vestibular situado no setor Bueno, em Goiânia, Goiás. Em 2025 passou a se chamar Colégio AZ Visão, depois de passar por incorporação à rede AZ de escolas, parte do Grupo SEB (Sistema Educacional Brasileiro).
Fundado em 1995, o Colégio Visão foi criado pela concepção do professor Antônio Carlos (conhecido como Macarrão) e da psicóloga Vera Garbelini.
Ao longo dos anos, o colégio consolidou-se, mantendo-se entre os melhores colégios de ensino médio e pré-vestibular de Goiás com seu alto índice de aprovação no Enem.